# Marín (Meksyk)
Marín – miasto w Meksyku, w stanie Nuevo León. W 2008 liczyło 3 425 mieszkańców.